# Каменно гюле
Каменно гюле е ранен тип артилерийски боеприпаси (гюлета), използван за стрелба от камнеметните метателни машини, а по-късно и от бомбарди и други ранни типове барутни артилерийски оръдия. Каменните гюлета са широко използвани в барутната артилерия до края на 15 век, когато с разпространението на производството на чугун те постепенно се изместват от металните.
Каменните гюлета представляват плътни сферични снаряди, които са издялкани от твърди породи камъни и понякога се обковават кръстообразно с два железни обръча. Калибърът на бомбардите, а впоследствие и на гаубиците дълго време се определя от каменното тегло; най-дълго тази традиция се задържа в Германия, където такова обозначение се използва до средата на 19 век.
В Османската империя неголямо количество остарели оръдия, стрелящи с каменни гюлета, има на въоръжение в дарданелските брегови батареи през 1868 г.. С тези батареи е свързан последния документиран случай на бойно използване на каменно гюле, през 1915 г., по време на Дарданелската операция, когато от съхранено до момента и окончателно загубило бойната си ценност старинно турско оръдие е произведен един изстрел по британския линкор HMS Agamemnon (1906); каменното гюле се търкулва по бронята, без да причини на кораба никаква вреда.

## Интересни факти
Цар Пушка (всъщност класическа бомбарда), е предназначен за стрелба с каменни гюлета с тегло около 800 kg. От Цар топ е стреляно минимум поне един път.